# Cécile McLorin Salvant
Cécile McLorin Salvant Miami, 1989. augusztus 28. – ) többszörös Grammy-díjas amerikai dzsesszénekesnő.

## Pályakép
Szülei haiti és francia származásúak. Ötévesen zongorázni tanult, nyolcévesen klasszikus éneket kezdett tanulni, majd Franciaországban a barokk zenét és az improvizációt tanulta meg. A dzsesszénekesek közül leginkább Sarah Vaughan, Billie Holiday és Bessie Smith, Ella Fitzgerald hatott komolyan rá.
2010-ben adta ki első szólóalbumát.
Első díjat nyert a Thelonious Monk fesztiválon (Thelonious Monk International Jazz Competition) 2010-ben. Grammy-díj jelölést kapott 2013-ban (Best Jazz Vocal Album). 2014-ben a Down Beat díjazta (Star–Jazz Artist, and Rising Star–Female Vocalist).
Háromszor kapott Grammy-díjat.

## Lemezek
- Cécile & The Jean – François Bonnel Paris Quintet: 2010
- WomanChild: 2013
- For One To Love: 2015
- Dreams And Daggers: 2017
- The Window: 2018
- Ghost Song: 2022
- Mélusine: 2023

## Díjak
- Grammy-díjai: 2016, 2018, 2019: Best Jazz Vocal Album